# Борго Фондо Моначи (Рагуза)
Борго Фондо Моначи је насеље у Италији у округу Рагуза, региону Сицилија.
Према процени из 2011. у насељу је живело 36 становника. Насеље се налази на надморској висини од 209 м.